# ॵ
Cette page contient des caractères spéciaux ou non latins. S’ils s’affichent mal (▯, ?, etc.), consultez la page d’aide Unicode.
ॵ, appelé aw, est une voyelle de l’alphasyllabaire devanagari.

## Utilisation
Le aw est utilisé en cachemiri écrit en devanagari pour transcrire une voyelle ouverte postérieure arrondie [ɒ].

## Représentations informatiques
| formes       | représentations | chaînes de caractères | points de code | descriptions                      |
| ------------ | --------------- | --------------------- | -------------- | --------------------------------- |
| indépendante | ॵ               | ॵ                     | U+0975         | lettre devanagari aw              |
| dépendante   | ◌ॏ               | ◌ॏ                     | U+094F         | diacritique voyelle devanagari aw |